# Soledad (poema)
Soledad (Solitude en inglés) es el poema más conocido de Ella Wheeler Wilcox. Pertenece a la obra Poemas de pasión, publicada en 1918. Las dos primeras líneas del poema, "Ríe y el mundo reirá contigo; llora y llorarás solo", han sido citadas frecuentemente por otros autores en sus obras.